# Google Cloud Print
Google Cloud Print war ein Google-Dienst, mit dem Benutzer von jeder Cloud-Print-fähigen Anwendung (Web, Desktop, Mobile) auf jedem Gerät in der Netzwerk-Cloud auf jeden Drucker drucken konnten.
Dies geschah, ohne dass Google Druckersubsysteme für alle Hardwarekombinationen von Client-Geräten und Druckern erstellen und warten musste und ohne dass man Gerätetreiber auf Client-Geräten installieren musste. Allerdings wurden die Dokumente hierzu an Google-Server übertragen. Wenn Google Cloud Printer auf dem Gerät installiert war, konnte aus jeder Windows-Anwendung gedruckt werden. Google hat den Dienst zum Januar 2021 eingestellt.

## Integration in andere Google-Produkte
Google Cloud Print ist in die mobilen Versionen von Gmail und Google Docs integriert, so dass Benutzer von ihren mobilen Geräten aus drucken können. Google Cloud Print wird als Druckeroption auf der Druckvorschau-Seite des Webbrowsers von Google Chrome (ab Version 16) aufgelistet. Drucker ohne integrierte Cloud-Print-Unterstützung, oft auch als „Legacy“ oder „Classic“ bezeichnet, werden durch einen Cloud Print Connector unterstützt, der in die Google Chrome-Versionen 9 und höher integriert ist.

## Datenschutz
Über Google Cloud Print gedruckte Dokumente werden an Server von Google zur Übertragung an den Drucker gesendet. Google behält eine Kopie jedes Dokumentes, so lange der Druckauftrag nicht beendet ist.

„Wenn Sie Google Cloud Print verwenden, wird Ihr Dokument an Google gesendet und gespeichert, bis es gedruckt wird.“